# Corneliu Zelea Codreanu
Corneliu Zelea Codreanu (n. 13 septembrie 1899, Huși, Vaslui, România – d. 30 noiembrie 1938, Tâncăbești, Snagov, Ilfov, România) a fost un politician român de extremă-dreaptă, fascist, anticomunist și antisemit, fondatorul și liderul organizației de extremă-dreaptă Mișcarea Legionară cunoscută și sub denumirile de Legiunea Arhanghelul Mihail și Garda de Fier, o organizație ultranaționalistă și violent antisemită activă în Perioada interbelică, principala varietate a fascismului local și, remarcată pentru mesajul mistic de inspirație ortodoxă română, Garda de Fier a câștigat proeminență pe scena politică românească,  recurgând adesea la terorism. Legionarii s-au referit la Codreanu drept Căpitanul, iar el a deținut autoritate absolută asupra organizației până la moartea sa.
Codreanu, care și-a început cariera în urma Primului Război Mondial ca agitator anticomunist și antisemit asociat cu AC Cuza și Constantin Pancu, a fost co-fondator al Ligii Apărării Național-Creștine și asasin al prefectului de Poliție Iași Constantin Manciu. Codreanu a părăsit Cuza pentru a găsi o succesiune de mișcări în extrema dreaptă, adunând în jurul lui un segment din ce în ce mai mare al intelectualității țării și a populației țărănești și incitând la pogromuri în diferite părți ale României Mari. De mai multe ori scoasă în afara legii de către cabinetele românești succesive, Legiunea sa și-a luat diferite nume și a supraviețuit în clandestinitate, timp în care Codreanu i-a delegat oficial conducerea lui Gheorghe Cantacuzino-Grănicerul. Urmând instrucțiunile lui Codreanu, Legiunea a comis asasinate de politicieni pe care îi considera corupți, inclusiv premierul Ion G. Duca și fostul său asociat Mihai Stelescu. În același timp, Corneliu Zelea Codreanu a susținut aderarea României la o alianță militară și politică cu Germania nazistă.
În timpul alegerilor din 1937, partidul său a înregistrat cea mai puternică prezentare, plasându-se pe locul al treilea și câștigând 15,8% din voturi. A fost blocat de la putere de regele Carol al II-lea, care i-a invitat pe fasciștii rivali și pe locul patru a Partidului Național Creștin să formeze un guvern de scurtă durată, urmat de dictatura regală a Frontului Național Renașterii. Rivalitatea dintre Codreanu și, pe de altă parte, Carol și politicieni moderați precum Nicolae Iorga s-a încheiat cu încarcerarea lui Codreanu la închisoarea Jilava și eventual asasinarea din mâna Jandarmeriei. El a fost succedat ca lider de Horia Sima. În 1940, sub statul național legionar proclamat de Garda de Fier, uciderea sa a servit drept o cauză pentru răzbunări violente.
Părerile lui Corneliu Zelea Codreanu au influențat extrema dreaptă modernă. Grupurile care îl pretind ca precursor includ Noua Dreaptă și alți succesori români ai Gărzii de Fier, Poziția a treia internațională și diverse organizații neofasciste din Italia și din alte părți ale Europei.

## Biografie

### Tinerețea

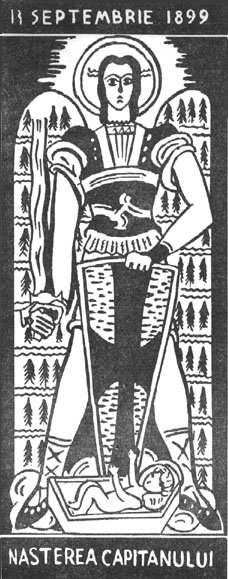
Nașterea Căpitanului. Gravura lui Alexandru Bassarab îl reprezintă simbolic pe pruncul Corneliu Zelea Codreanu în ipostază hristică, în iesle și cu un nimb schițat în jurul capului, sugerând nașterea lui Iisus Hristos. Este vegheat de Arhanghelul Mihail, simbolul Mișcării Legionare. În partea superioară, data nașterii. Gravura a fost difuzată de Horia Sima și Garda de Fier, în 1940.

Corneliu Codreanu s-a născut la Huși, județul Fălciu, Regatul României, cu numele Corneliu Codreanu (conform actului de naștere) ca fiu al lui Ion Zelea Codreanu și Elizabeth (n. Brunner) la 13/25 septembrie 1899. În anul 1902, tatăl său, Ion Zelinski, și-a românizat numele în Zelea Codreanu. Tatăl său, profesor și el însuși naționalist român, avea să devină ulterior o figură politică în cadrul mișcării fiului său. Era originar din Bucovina în Austro-Ungaria; soția lui era etnic germană, provenind dintr-o familie de germani bucovineni, care emigrase inițial din Bavaria. Străbunicul din partea mamei, pe numele său Adolf Brunner, a sosit din Bavaria în Bucovina ca funcționar vamal. Corneliu a fost botezat într-o biserică ortodoxă odată cu părinții săi, care s-au convertit și ei la credința ortodoxă. Corneliu și tatăl său, Ion Zelea Codreanu, s-au străduit să-și afișeze o origine neaoș-română, reclamându-se a se trage dintr-o veche familie de răzeși și arătând că numele Zelea ar fi provenit de la zale și nu de la Zelinski, care înseamnă în poloneză Codreanu. La procesul din anul 1938, avocata lui Corneliu Zelea Codreanu susținea că străbunicul său, pe care ea îl numea Simion „Zelea”, se trăgea dintr-o familie de răzeși moldoveni din satul Igești din Bucovina, care în perioada 1786-1848, când Bucovina aflată sub stăpânire austriacă a făcut parte din provincia Galiția, a fost obligată de autorități să-și schimbe numele în Zelinski. Afirmațiile conform cărora Ion Zelea Codreanu a fost inițial un slav de origine ucraineană sau poloneză   contrastează cu șovinismul românesc pe care l-a îmbrățișat pentru tot restul vieții; Codreanu tatăl asociat cu figuri antisemite precum profesorul de la Universitatea din Iași AC Cuza. Chiar înaintea procesului lui Corneliu Zelea Codreanu din 1938, originile sale etnice au făcut obiectul unei campanii propagandistice antilegionare organizate de autorități, care au distribuit copii ale unei variante a genealogiei sale în care se pretindea că ar fi de origine mixtă, fiind descendent de nu doar ucraineni, germani și români, dar și cehi și ruși, și că mulți dintre strămoșii lor erau delincvenți. Istoricul Ilarion Țiu descrie acest lucru ca pe o încercare de a-l jigni și calomnia pe Codreanu.
Corneliu a urmat cursurile școlii primare la Iași și Huși, iar între anii 1912-1916 a fost înscris la liceul militar de la Mănăstirea Dealu.
Prea tânăr pentru recrutare în 1916, când România a intrat în Primul Război Mondial de partea Antantei, Codreanu a încercat totuși tot posibilul să se înroleze și să lupte în campania ulterioară în calitate de combatant voluntar. Educația sa între 1917 și 1918 la școala militară din Bacău (unde a fost coleg cu Petre Pandrea, viitorul activist de stânga) s-a încheiat în același an cu implicarea directă a României în război. În 1919, după ce s-a mutat la Iași, Codreanu și-a găsit comunismul ca noul său dușman, după ce a asistat la impactul agitației bolșevice în Moldova și mai ales după ce România și-a pierdut principalul aliat la Revoluția din octombrie, obligând-o să semneze Tratatul de la București din 1918; de asemenea, nou-înființatul Comintern s-a opus violent granițelor interbelice ale României Mari.
În timp ce prezența bolșevică a scăzut în general în urma reprimării revoltelor Partidului Socialist de la București (decembrie 1918), a rămas sau a fost percepută ca relativ puternică în Iași și în alte orașe și orașe moldovenești. În acest context, regiunea cea mai estică a Basarabiei, care s-a unit cu România în 1918, era considerată de Codreanu și alții ca fiind deosebit de predispusă la influența bolșevică. Codreanu a învățat antisemitismul de la tatăl său, dar l-a legat de anticomunism, în credința că evreii erau, printre altele, agenții primordiali ai Uniunii Sovietice (iudeo-bolșevism).

### Garda Conștiinței Naționale și Liga Apărării Național-Creștine
Codreanu a studiat dreptul la Iași, unde și-a început cariera politică. La fel ca tatăl său, a devenit apropiat de AC Cuza. Teama lui Codreanu de insurecția bolșevică a dus la eforturile sale de a se adresa el însuși muncitorilor industriali. La acea vreme, Cuza predica că populația evreiască este o amenințare vădită pentru români, susținea că evreii amenință puritatea femeilor tinere române și a început să militeze în favoarea segregării rasiale.
Istoricul Adrian Cioroianu l-a definit pe Codreanu din prima parte a vieții drept un „agitator cvasi-demagog”. Potrivit lui Cioroianu, Codreanu a iubit România cu „fanatism”, ceea ce presupunea că vedea țara „idilizat [și] diferită de cea reală a vremurilor sale”. Savantul britanic Christopher Catherwood s-a referit, de asemenea, la Codreanu drept „un antisemit obsesiv și fanatic religios”. Istoricul Zeev Barbu a propus că „Cuza a fost mentorul lui Codreanu [...], dar nimic din ceea ce Codreanu a învățat de la el nu a fost izbitor de nou. Cuza a servit în principal drept catalizator pentru naționalismul și antisemitismul său”. După cum el însuși a recunoscut ulterior, tânărul activist a fost profund influențat și de fiziologul și ideologul antisemit Nicolae Paulescu, care a fost implicat în mișcarea lui Cuza.
La sfârșitul anului 1919, Codreanu s-a alăturat organizației de scurtă durată, Garda Conștiinței Naționale (GCN), un grup inițiat de electricianul Constantin Pancu. Pancu a avut o influență enormă asupra lui Codreanu. 
Mișcarea lui Pancu, a cărei membri inițial nu depășeau 40, a încercat să revigoreze loialismul în cadrul proletariatului (oferind în același timp o alternativă la comunism, susținând mai multe drepturi ale muncii). La fel ca alte grupuri reacționare, a câștigat sprijinul tacit al generalului Alexandru Averescu și al Partidului Poporului al acestuia care era din ce în ce mai popular (la care Cuza a devenit afiliat); Ascensiunea lui Averescu la putere în 1920 a generat o nouă perioadă de necazuri sociale în zonele urbane mai mari.
GCN, în care Codreanu credea că poate vedea nucleul sindicatelor naționaliste, a devenit activ în acțiuni de grevă. În 1920 a participat la acțiunile de înăbușire a revoltei comuniste de la Atelierele CFR Nicolina. Activitățile lor nu au eșuat în a atrage atenția. Admis la facultatea de drept din Iași, a devenit președintele Societății studenților la drept, organizație pe care a dizolvat-o pentru a fonda, în 1922, Asociația Studenților Creștini. Aceasta a început să ceară o cotă evreiască pentru învățământul superior – ideea a strâns popularitate pentru Gardă și a dus la o creștere drastică a frecvenței și a intensității atacurilor asupra tuturor adversarilor săi. În semn de protest față de decizia rectoratului universității de a începe anul școlar fără tradiționala slujbă religioasă, Codreanu s-a baricadat în interiorul instituției. În urma tuturor acțiunilor sale, Codreanu a fost exmatriculat de la Universitatea din Iași. Deși i s-a permis să se întoarcă când Cuza și alții au intervenit pentru el (refuzând să respecte decizia Senatului universitar), nu i s-a prezentat niciodată o diplomă după absolvire.
A plecat în Germania, unde a studiat timp de câteva luni la Berlin și Jena. În timpul șederii în Germania constata că mișcarea antisemită nu este foarte bine organizată. Tot atunci, aude pentru prima dată de Hitler de la un muncitor din Berlin care afirma „se aude de o mișcare antisemită pornită la München de un tânăr pictor de 36 de ani, Hitler; mi se pare că acesta este acela pe care îl așteptăm noi, germanii“. Codreanu a rămas impresionat de intuiția muncitorului, după cum urma să rememoreze în „Pentru Legionari“. Reprimit la studii la Universitatea din Iași, ca urmare a intervențiilor profesorului A. C. Cuza, prieten al familiei și totodată protectorul și mentorul său spiritual, Codreanu se reîntoarce în țară și își reia studiile pentru o perioadă de timp scurtă. În acest răstimp participă la demonstrațiile studențești care cereau limitarea numărului evreilor în învățământul superior („numerus clausus”). 
În timp ce studia la Berlin și Jena în 1922, Codreanu a adoptat o atitudine critică față de Republica de la Weimar și a început să laude Marșul asupra Romei și fascismul italian ca realizări majore împotriva avansării comunismului; a decis să-și reducă șederea după ce a aflat despre marile proteste studențești române din decembrie, determinate de intenția guvernului de a acorda emanciparea completă a evreilor (Istoria evreilor din România).
Când protestele organizate de Codreanu au fost întâmpinate cu lipsă de interes din partea noului guvern Național Liberal, el și Cuza au înființat (4 martie 1923) o organizație naționalistă creștină numită Liga Apărării Național-Creștine (L.A.N.C.), partid antidemocrat și antisemit. Lor li s-a alăturat în 1925 Ion Moța, traducătorul farsei antisemite cunoscute sub numele de Protocoalele înțelepților Sionului și viitor ideolog al Legiunii. Ulterior, Codreanu a fost însărcinat cu organizarea Ligii la nivel național și s-a preocupat în mod special de organizațiile ei de tineret.
Odată cu acordarea drepturilor depline de cetățenie persoanelor de origine evreiască prin Constituția din 1923, Liga a percheziționat ghetoul Iași, a condus un grup care a adresat petiții guvernului de la București (fiind primite cu indiferență) și, în cele din urmă, a decis asasinarea premierului Ion IC. Brătianu și a altor membri ai guvernului. Codreanu a întocmit și prima dintre multele sale liste de ucis, care conținea numele politicienilor care, credea el, că trădaseră România. Acesta a inclus Gheorghe Gh. Mârzescu, care a deținut mai multe funcții în guvernul lui Brătianu și care a promovat emanciparea evreilor. În octombrie 1923, Codreanu a fost trădat de unul dintre asociații săi, arestat și judecat. El și ceilalți conspiratori au fost achitați în scurt timp, întrucât legislația română nu permitea urmărirea penală a conspirărilor cărora nu li se atribuise o dată certă. Înainte ca juriul să încheie deliberările, Ion Moța a împușcat trădătorul și a primit el însuși o pedeapsă cu închisoarea.

### Uciderea lui Manciu
Codreanu nu s-a înțeles cu Cuza în privința structurii Ligii: a cerut ca aceasta să dezvolte un caracter paramilitar și revoluționar, în timp ce Cuza a fost ostil ideii. În noiembrie, pe când se afla în închisoarea Văcărești din București, Codreanu plănuise înființarea unei organizații de tineret în cadrul Ligii, pe care își propunea să o numească Legiunea Arhanghelului Mihail. S-a spus că aceasta ar fi fost în cinstea unei icoane ortodoxe care împodobea pereții bisericii închisorii, sau ar fi fost legată de afirmația lui Codreanu că ar fi fost vizitat de însuși Arhanghelul. O problemă mai personală i-a despărțit pe Codreanu și pe Cuza și anume că fiul lui Cuza a avut o aventură cu sora lui Codreanu și a lăsat-o însărcinată. Cuplul se despărțise, iar tânărul Cuza refuza cererea fostei iubite de a se căsători cu ea (din moment ce era gravidă cu copilul lui). Deși scandalul a fost stins, faptul că sora lui avea un copil nelegitim a fost profund umilitor pentru Codreanu, deoarece îi plăcea să-și prezinte familia drept membri model ai bisericii ortodoxe și a încercat fără succes ca să-și preseze Cuza fiul să se căsătorească cu sora lui. 
Întors la Iași, Codreanu și-a creat propriul sistem de obținere a loialității în cadrul Ligii, începând cu Frăția de Cruce (numită după o variantă de frăție de sânge care necesită predică cu cruce). S-a adunat la 6 mai 1924, în mediul rural din jurul Iașiului, demarând lucrările la construirea unui centru studențesc. Această întâlnire a fost ruptă violent de autorități la ordinul prefectului Poliției Române Constantin Manciu. Codreanu și alți câțiva ar fi fost bătuți și chinuiți câteva zile, până când intervenția lui Cuza în numele lor a dat rezultat.
După un interval de retragere din orice activitate politică, Codreanu s-a răzbunat pe Manciu, asasinându-l și rănind grav alți polițiști la 24 octombrie 1924, în clădirea Tribunalului Iași (unde Manciu fusese chemat să răspundă la acuzații, după ce unul din camarazii lui Codreanu făcuseră plângere). Criminalistica a arătat că Manciu nu se confrunta cu ucigașul său în momentul morții sale (nu erau unul în fața celuilalt), ceea ce l-a determinat pe Codreanu să indice că se considera că acționează în legitimă apărare pe baza acțiunilor anterioare ale lui Manciu. Este primul dintr-o serie de asasinate politice (singura crimă politică anterioară din România modernă fiind asasinarea lui Barbu Catargiu în 1862). „Asta este marea învinuire care se aduce legionarilor: au introdus în moravurile politice românești ceva ce nu făcea parte din tradiția noastră” acuză Neagu Djuvara. Codreanu s-a predat imediat după ce a tras cu arma și a așteptat judecata în arest. Poliția din Iași era nepopulară în rândul publicului din cauza corupției larg răspândite, iar mulți localnici au văzut uciderea lui Manciu ca pe un act eroic al lui Codreanu. Între timp, problema a fost adusă în discuție în Parlamentul României de către Paul Bujor, de la Partidul Țărănesc, care a făcut mai întâi o propunere de revizuire a legislației care se ocupă de violența politică și răzvrătirea; a câștigat aprobarea Partidului Național Liberal aflat la guvernare, care, la 19 decembrie, a adoptat Legea Mârzescu (numită după susținătorul ei, Mârzescu, care fusese numit ministru al Justiției). Efectul său cel mai notabil, chiar dacă indirect, a fost interzicerea Partidului Comunist. În octombrie și noiembrie, dezbaterile dintre parlamentari s-au aprins, iar grupul lui Cuza a fost evidențiat drept responsabil moral pentru crimă: Petre Andrei a afirmat că „Domnul Cuza a țintit și Codreanu a tras”, la care Cuza a răspuns pretinzându-și nevinovăția, în timp ce teoretiza că brutalitatea lui Manciu a fost o cauză justificată de represalii violente.

Deși Codreanu a fost judecat intenționat cât mai departe de Iași la Turnu Severin, autoritățile nu au reușit să găsească un juriu neutru. În ziua în care a fost achitat, membrii juriului, care au deliberat în total cinci minute, s-au prezentat purtând insigne cu simbolurile Ligii și svastici (simbolul folosit de Liga lui Cuza). După o întoarcere triumfală și o nuntă ostentativă cu Elena Ilinoiu, Codreanu a avut o a doua neînțelegere cu Cuza și a decis să atenueze tensiunile printr-un concediu în Franța.

Coronițele de nuntă ale lui Corneliu Zelea Codreanu cu Elena Ilinoiu.

Nunta lui Codreanu cu Elena Ilinoiu, fiica lui Constantin Ilinoiu, în iunie 1925 la Focșani a fost evenimentul social major din România în acel an; a fost sărbătorită în stil fastuos, pseudo-regal și la care au participat mii de oameni, atrăgând enorm atenția mass-media. După nuntă, Codreanu și mireasa sa au fost urmați de 3.000 de căruțe cu boi într-un cortegiu de patru mile (6.4 km) de țărani „fericiți de extaz”. Unul dintre adepții lui Codreanu scria atunci că românii iubeau spectacolele regale, în special nunțile regale, dar din moment ce prințul moștenitor Carol fugise primul pentru a se căsători cu o femeie din clasa de jos în 1918 într-o nuntă privată urmată de o nuntă regală în Grecia, nunta lui Codreanu a fost cel mai bun înlocuitor pentru cea regală pe care poporul român ar fi vrut să o vadă. Nunta lui Codreanu era menită să-i schimbe imaginea de la imaginea romantică, neliniștită, de erou byronian, pe care o deținuse până atunci, la o imagine mai „așezată” a unui bărbat căsătorit și astfel să înlăture îngrijorările românilor mai conservatori cu privire la radicalismul său social.
Sub auspiciile unor colaboratori și simpatizanți ca A. C. Cuza, generalul Macridescu, George Niculescu și alții, a fost organizat un spectacol-demonstrație politică în care mirii purtau costume naționale albe și pe cap pirostrii cu crucea în creștet și svastică pe frunte. La spectacol au participat 90.000 de persoane în mii de vehicule. Filmarea procesiunii a fost confiscată și arsă în 1925 pe motiv că punea în pericol ordinea și siguranța publică.

### CreareaLegiunii Arhanghelului Mihail
Codreanu s-a întors de la Grenoble pentru a participa la alegerile din 1926 și a candidat pentru orașul Focșani. A pierdut și, deși a avut un succes considerabil, Liga s-a desființat în același an din cauza unor disensiuni. Codreanu a adunat foști membri ai Ligii (Ion Moța, Corneliu Georgescu, Ilie Gârneață și Radu Mironovici) care petrecuseră timp în închisoare și și-a pus în practică visul de a forma Legiunea (în noiembrie 1927, inspirat de o icoană din închisoarea Văcărești, la doar câteva zile după căderea unui nou guvern Averescu, care continuase să-l susțină pe actualul rival Cuza). Codreanu a susținut că a avut o viziune asupra Arhanghelului Mihail care i-a spus că a fost ales de Dumnezeu pentru a fi salvatorul României. Încă de la început, Legiunea a susținut că angajamentul față de valorile Bisericii Ortodoxe Răsăritene a fost esențial pentru mesajul său, iar presupusa viziune a lui Codreanu a fost un element central al mesajului său.
În anii următori au loc o serie de manifestații ample împotriva „corupției parlamentare, a evreilor și a comunismului”.
Cucerit de manifestațiile teatrale, de paradă, de care se folosea propaganda nazistă în Germania, Codreanu, pentru a-i atrage pe țărani la ideologia sa și pentru a le obține voturile, vizitează satele îmbrăcat în costum național și călare pe un cal alb. 
Bazat pe Frăția de Cruce, Codreanu a proiectat Legiunea ca pe un grup selectiv și autarhic, acordându-i loialitate doar lui și nu altuia, și a extins-o curând într-o rețea multiplicată de celule politice numite „cuiburi”. Frăția a rezistat ca cel mai secret și cel mai înalt organism al Legiunii, care a cerut membrilor săi să se supună unui rit de trecere, în timpul căruia îi jurau credință „căpitanului”, așa cum era cunoscut Codreanu în acel moment.
Codreanu a imprimat, ca trăsătură fundamentală a Legiunii Arhanghelul Mihail, promovarea ortodoxismului naționalist, stabilind o legătură structurală între creștinismul ortodox și „românitate”, ca o deosebire de fascismul lui Mussolini, deși dorea transformarea României în stat fascist, după modelul italian. Ideologiile fascistă și nazistă erau folosite ca substrat de îndoctrinare în cuiburile legionare (titluri de cursuri: „Afinitatea între fascism și Mișcarea Legionară”, „Puncte comune între hitlerism și Mișcarea Legionară”, etc. - C. Z. Codreanu: Cărticica șefului de cuib). Pentru Codreanu, „Legiunea Arhanghelul Mihail va fi mai mult o școală și o oaste, decât un partid politic”. Fapt este că uniformele, cămășile verzi cu diagonală și pistol la șold, copiate după uniformele fasciste italiene ale unităților paramilitare numite "cămășile negre", și după "cămășile brune" ale SA din Germania, precum și frazeologia mistic-religioasă, patriotard-xenofobă (pericolul reprezentat - în viziunea codrenistă - de democrația liberală, care ar fi dus la acapararea puterii în stat de către inamicii principali ai legionarilor și naționaliștilor români, „evreii”: „democrația sfarmă unitatea neamului românesc, expunându-l dezbinat în fața blocului unit al puterii iudaice” să curețe țara de moravurile politice murdare, să înlăture influența pernicioasă și cosmopolită a evreilor și a masonilor... „Să facem o țară ca soarele sfânt de pe cer...” (C. Z. Codreanu în cartea sa Pentru legionari) au atras numeroși studenți, preoți și intelectuali ca Nae Ionescu, Mircea Eliade, Emil Cioran, precum și personalități din protipendada română, ca Sturdza, Ghica, Manu, Cantacuzino ș.a.

O trăsătură fundamentală a Legiunii a fost cultul morții. Glorificarea sacrificiului și îmbrățișarea voluntară a morții pentru „mântuirea neamului” românesc specifice Mișcării Legionare au fost elementele de bază ale unei ideologii a „naționalismului thanatic”. Cultul morții profesat de către Mișcarea Legionară a fost considerat o alternativă preferabilă într-o situație conflictuală:
„
- Poporul nu se conduce după voința lui: democrația. Nici după voința unei persoane: dictatura. Ci după legi. Nu e vorba de legile făcute de oameni. Sunt norme, legi naturale de viață și norme, legi naturale de moarte. Legile vieții și legile morții. O națiune merge la viață sau la moarte după cum respectă pe una sau pe alta din aceste legi.
- Țelul final nu este viața. (...) Acest moment final, „învierea din morți”, este țelul cel mai înalt și mai sublim către care se poate înălța un neam.
- Neamul este deci o entitate care își prelungește viața și dincolo de pământ. Neamurile sunt realități și în lumea cealaltă, nu numai pe lumea aceasta.
- Cea dintâi problemă care ni se punea era aceasta: cine trebuie să răspundă mai întâi? Cine sunt mai vinovați pentru starea de nenorocire în care se zbate țara: românii sau jidanii? Am căzut unanim de acord, că cei dintâi și mai mari vinovați sunt românii ticăloși, care pentru arginții iudei și-au trădat neamul. Jidanii ne sunt dușmani și în această calitate ne urăsc, ne otrăvesc, ne extermină. Conducătorii români care se așază pe aceeași linie cu ei, sunt mai mult decât dușmani: sunt trădători. Pedeapsa cea dintâi și cea mai cruntă se cuvine în primul rând trădătorului și în al doilea rând dușmanului. Dacă aș avea un singur glonț, iar în fața mea un dușman și un trădător, glonțul l-aș trimite în trădător.” C.Z. Codreanu.
- Legionarul iubește moartea, căci sângele lui va servi pentru plămădirea cimentului României legionare. (C.Z.Codreanu: „9 Porunci Legionare”, din ziarul G.d.F. a Basarabiei)
- Moartea, numai moartea legionară (...) / Ni-i dragă moartea pentru Căpitan!” - Radu Gyr: Imnul Tinereții Legionare.”

Potrivit istoricului american Barbara Jelavich, mișcarea „la început nu a susținut nicio ideologie stabilită, ci a subliniat în schimb regenerarea morală a individului”, exprimând totodată un angajament față de Biserica Ortodoxă Română. Legiunea a introdus ritualurile ortodoxe în cadrul mitingurilor sale politice, în timp ce Codreanu și-a făcut aparițiile publice îmbrăcat în costum popular — o ipostază tradiționalistă adoptată la acea vreme doar de el și de Ion Mihalache, de la Partidul Național Țărănesc. De-a lungul existenței sale, Legiunea a menținut legături strânse cu membrii clerului ortodox român, iar membrii săi au fuzionat politica cu o interpretare originală a mesajelor ortodoxe române - inclusiv pretenții că poporul român se așteptau la mântuirea sa națională, în sens religios.
O astfel de concentrare mistică, a remarcat Jelavich, a fost în tandem cu o preocupare marcată pentru violență și sacrificiu de sine, „dar numai dacă [actele de teroare] au fost comise pentru binele cauzei și ulterior ispășite”. Legionarii implicați în acte violente sau criminale s-au predat adesea pentru a fi arestați și a devenit obișnuit ca violența să fie văzută ca un pas necesar într-o lume care se aștepta la a doua venire a lui Hristos. Cu timpul, Legiunea a dezvoltat o doctrină în jurul unui cult al celor căzuți, ajungând atât de departe încât să sugereze că morții au continuat să formeze o parte integrantă a unei comunități naționale perpetue.  Ca o consecință a misticismului său, mișcarea s-a gândit să nu adopte sau să facă publicitate vreunei platforme, iar Codreanu a explicat devreme: „Țara moare din lipsă de oameni și nu din lipsă de programe politice”. În altă parte, el a subliniat că Legiunea era interesată de crearea unui „om nou”.
În ciuda lipsei aparente de mesaje politice, mișcarea s-a remarcat imediat pentru antisemitismul său, pentru că a susținut că România se confruntă cu o „Chestiune evreiască” și pentru că a proclamat că prezența evreiască prosperă pe nebunie și pornografie. Liderul legionar a scris: "Misiunea istorică a generației noastre este rezolvarea problemei jidovilor. Toate bătăliile noastre din ultimii 15 ani au avut acest scop, toate eforturile vieții noastre de acum înainte vor avea acest scop". El i-a acuzat pe evrei în general că au încercat să distrugă ceea ce el pretindea că este o legătură directă între România și Dumnezeu, iar Legiunea a militat în favoarea noțiunii că nu există o legătură reală între evreii din Vechiul Testament și evreii moderni. Într-un caz, făcând referire la originea românilor, Codreanu a afirmat că evreii corup „structura romano-dacică a poporului nostru”. Istoricul israelian Jean Ancel scria că, de la mijlocul secolului al XIX-lea încoace, intelectualitatea română a avut o „atitudine schizofrenă față de Occident și valorile sale”. România a fost o țară puternic francofilă începând cu secolul al XIX-lea, iar cea mai mare parte a intelectualității române s-au declarat adepți ai ideilor franceze despre apelul universal al democrației, libertății și drepturilor omului, având în același timp opinii antisemite despre minoritatea evreiască din România. Ancel a scris că Codreanu a fost în opinia lui Ancel primul român semnificativ care a respins nu numai francofilia predominantă a intelectualității, ci și întregul cadru al valorilor democratice universale, despre care Codreanu a pretins că sunt „invenții evreiești” menite să distrugă România.
El a început să ceară deschis distrugerea evreilor,  și, încă din 1927, noua mișcare a organizat jefuirea și incendierea unei sinagogi din orașul Oradea. A profitat astfel de o popularitate excepțională a antisemitismului în societatea românească: conform unei analize, România a fost, cu excepția Poloniei, cea mai antisemită țară din Europa de Est.
Mesajul lui Codreanu a fost printre cele mai radicale forme de antisemitism românesc și a contrastat cu opiniile antisemite în general mai moderate ale fostului asociat al lui Cuza, proeminentul istoric Nicolae Iorga. Modelul favorizat de Legiune era o formă de antisemitism rasial și făcea parte din teoria lui Codreanu conform căreia românii erau diferiți biologic și superiori etniilor vecine sau co-locuitoare (inclusiv comunității maghiare). Codreanu și-a exprimat și gândurile cu privire la problema expansionismului românesc, care arată că se gândea la încorporarea pământurilor sovietice peste Nistru (în regiunea anexată ulterior sub numele de Transnistria) și planifica o federație transnațională condusă de români centrată în jurul Munților Carpați și Dunării.
În 1936, Codreanu a publicat un eseu intitulat „Învierea rasei”, unde a scris:
„Voi sublinia încă o dată acest lucru: nu ne confruntăm cu câțiva indivizi patetici care au aterizat aici întâmplător și care caută acum protecție și adăpost. Ne confruntăm cu un stat evreu cu drepturi depline, cu o întreagă armată care a venit aici cu privirea pusă pe cucerire. Mișcarea populației evreiești și pătrunderea acesteia în România se realizează după planuri precise. După toate probabilitățile, „Marele Consiliu Evreiesc” plănuiește crearea unei noi Palestine pe o fâșie de pământ, pornind de la Marea Baltică, cuprinde o parte din Polonia și Cehoslovacia și jumătate din România până la Marea Neagră.

Cel mai rău lucru pe care ni l-au făcut evreii și politicienii, cel mai mare pericol la care l-au expus pe poporul nostru, nu este felul în care aceștia pun mâna pe bogățiile și posesiunile țării noastre, distrug clasa de mijloc românească, felul în care ne umple școlile și profesiile liberale, sau influența pernicioasă pe care o au asupra întregii noastre vieți politice, deși acestea constituie deja pericole de moarte pentru un popor. Cel mai mare pericol pe care îl reprezintă pentru popor este mai degrabă că ne subminează rasial, că distrug structura rasială, romano-dacică a poporului nostru și creează un tip de ființă umană care nu este altceva decât o epavă rasială.”—Codreanu, Corneliu, "The Resurrection of the Race", pp. 221–222, in Fascism, ed. Roger Griffin. Oxford: Oxford University Press, 1995.
De la început, mișcarea a înregistrat câștiguri semnificative în rândul clasei de mijloc și tinerilor educați. Cu toate acestea, potrivit diverșilor comentatori, Codreanu și-a câștigat cei mai mulți urmăritori în mediul rural, ceea ce reflecta în parte faptul că el și majoritatea celorlalți lideri legionari erau locuitori urbani de prima generație. Istoricul american al fascismului Stanley G. Payne, care a remarcat că Legiunea a beneficiat de creșterea cu 400% a numărului de înscrieri universitare („proporțional mai mult decât oriunde în Europa”), l-a descris pe căpitan și rețeaua sa de discipoli drept „o alianță revoluționară a studenților și țăranilor săraci”, care s-a centrat pe „noile intelectualități subocupate predispuse la naționalism radical”. Astfel, o trăsătură caracteristică a mișcării nou-înființate a fost vârsta fragedă a conducătorilor ei; înregistrările ulterioare arată că vârsta medie a elitei legionare era de 27,4 ani.
Pe atunci și anticapitalist, Codreanu a identificat în evrei sursa comună a liberalismului economic și comunismului, ambele văzute ca forțe internaționaliste manipulate de o conspirație iudaică. Ca oponent al modernizării și materialismului, el a indicat doar vag că obiectivele economice ale mișcării sale implicau o formă non-marxiană de anarhism colectivist și a prezidat inițiativele adepților săi de a înființa diverse cooperative.

### Prima scoatere în afara legii și mandatul parlamentar
După mai bine de doi ani de stagnare, Codreanu a simțit că este necesar să modifice scopul mișcării: el și conducerea mișcării au început să viziteze regiunile rurale, adresându-se populației analfabete care mergea la biserică prin retorica predicilor, îmbrăcându-se în manta lungă albă și instigând la prejudecăți creștine împotriva iudaismului (această campanie intensă a fost determinată și de faptul că Legiunea a fost imediat marginalizată de Liga lui Cuza în centrele moldovenești și bucovinene receptive în mod tradițional). Între 1928 și 1930, guvernul Partidului Național Țărănesc al lui Alexandru Vaida-Voevod a acordat asistență tacită Gărzii, dar Iuliu Maniu (reprezentând același partid) a reprimat Legiunea după iulie 1930. Aceasta a venit după ce Legiunea încercase să provoace un val de pogromuri în Maramureș și Basarabia. Într-un incident notabil din 1930, legionarii au încurajat populația țărănească din Borșa să atace cei 4.000 de evrei ai orașului.
De asemenea, Legiunea a încercat să asasineze oficiali guvernamentali și jurnaliști, inclusiv pe Constantin Angelescu, subsecretar la Afaceri Interne. Codreanu a fost arestat pentru scurt timp împreună cu viitorul asasin Gheorghe Beza: ambii au fost judecați și achitați. Cu toate acestea, valul de violențe și un marș planificat în Basarabia au dus la scoaterea în afara legii a partidului de către premierul Gheorghe Mironescu și ministrul de Interne Ion Mihalache (ianuarie 1931); arestat din nou, Codreanu a fost achitat la sfârșitul lunii februarie.
Fiind impulsionată de Marea Criză Economică din România și de nemulțumirea pe care aceasta l-a generat, în 1931, Legiunea a profitat și de dezacordul dintre Regele Carol al II-lea și Partidul Național Țărănesc, care a adus un guvern format în jurul lui Nicolae Iorga. Codreanu a fost, în consecință, ales în Camera Deputaților pe listele „Grupului Corneliu Zelea Codreanu” (denumirea provizorie a Gărzii), împreună cu alți membri marcanți ai mișcării sale inițiale, printre care Ion Zelea, tatăl său, și Mihai Stelescu, un tânăr activist care în cele din urmă a intrat în conflict cu Legiunea; este posibil că noul cabinet Vaida-Voevod a acordat sprijin tacit Grupării în alegerile parțiale ulterioare. Legiunea câștigase în total cinci locuri, marcând primul său câștig electoral important. În 1931 era ales deputat de Neamț, obținând, conform documentelor vremii, 11.300 voturi valid exprimate. În 1932, devenea pentru a doua oară parlamentar, candidând în județul Tutova, cu 5.600 de voturi.
Codreanu a devenit rapid remarcat pentru că a dezvăluit corupția miniștrilor și a altor politicieni de la caz la caz (deși câțiva dintre adversarii săi politici la acea vreme l-au descris ca fiind „fad și incompetent”).

### Neînțelegeri cu Duca și armistițiu cu Tătărescu

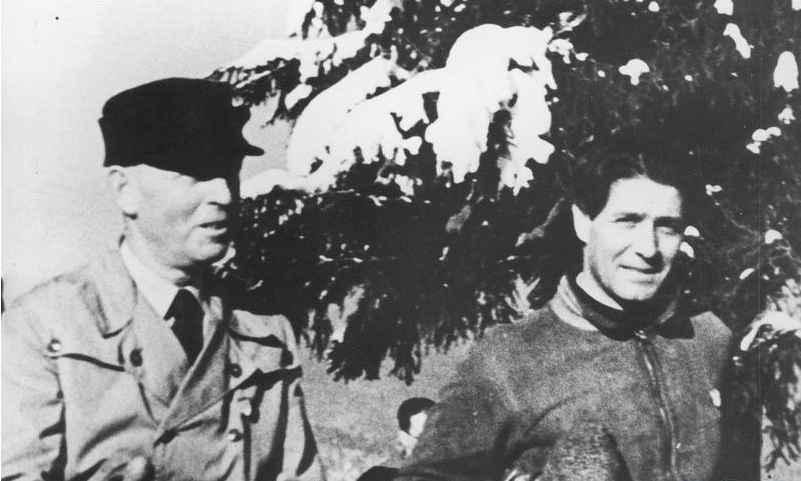
Ion Antonescu și Codreanu la un eveniment de schi în 1935

Autoritățile au devenit din ce în ce mai preocupate de potențialul revoluționar al Legiunii, iar ciocnirile minore din 1932 dintre acestea au introdus ceea ce a devenit, din 1933, aproape un deceniu de violență politică majoră. Situația a degenerat după ce Codreanu și-a exprimat deplin sprijinul față de Adolf Hitler și nazism (chiar în defavoarea fascismului italian și probabil o sursă în plus pentru conflictul dintre Căpitan și Stelescu). România a fost în mod tradițional una dintre cele mai francofile țări din Europa și fusese aliată cu „sora sa latină” Franța din 1926, așa că apelul lui Codreanu la o alianță cu Germania era inedit pentru acea vreme.  În 1933, Codreanu întemeiază - ca expresie politică a Mișcării Legionare - partidul Totul pentru Țară (prezidat de ing. Gheorghe Clime), cu o platformă-program atât de violent fascistă, antisemită și antioccidentală, încât prim-ministrul liberal I. G. Duca, delegat de Carol al II-lea să organizeze alegerile, îi interzice participarea la alegeri. Un nou cabinet național-liberal, format de Ion G. Duca, s-a îndreptat împotriva unor astfel de inițiative, afirmând că Legiunea acționează ca o marionetă a Partidului Nazist German și a ordonat arestarea unui număr mare de legionari chiar înainte de noile alegeri din 1933 (pe care liberalii l-au câștigat). Unii dintre legionarii ținuți în custodie au fost uciși de autorități.  Ca răzbunare, Duca a fost asasinat de brigada morții Nicadori a Gărzii de Fier, un grup de trei legionari, la 30 decembrie 1933 pe peronul gării Sinaia. Un alt rezultat a fost chiar prima represiune împotriva simpatizanților neafiliați ai Gărzii de Fier, după ce Nae Ionescu și aliații au protestat împotriva reprimării acesteia. Stere Ciumetti, secretarul Mișcării Legionare, este asasinat în replică la 29 decembrie, în același an, din ordinul lui Victor Iamandi, ministrul liberal al justiției, corpul său fiind aruncat într-un lac bucureștean.
Din cauza uciderii lui Duca, Codreanu a fost forțat să se ascundă, așteptând calmarea situației și delegând conducerea generalului Gheorghe Cantacuzino-Grănicerul, care ulterior și-a asumat parțial vinovăția pentru asasinat. Legionarul Mihai Stelescu, care avea să devină adversarul lui Codreanu în funcția de șef al grupului divizat Cruciada Românismului, a susținut că lui Codreanu i se oferise refugiu din partea unui văr al Magdei Lupescu, amanta lui Carol, dând de înțeles că Garda devine coruptă. În ciuda atacurilor lui Codreanu asupra elitei, la procesul său din 1934 un număr de politicieni respectați precum Gheorghe I. Brătianu, Alexandru Vaida-Voevod și Constantin Argetoianu au mărturisit pentru Codreanu ca martori de caracter. Codreanu a fost din nou achitat, instanța considerând că nu era vinovat de crimă, deși el avea controlul absolut asupra organizației.
După cum susținuse Duca, Garda de Fier avea unele legături cu biroul de externe al Partidului Nazist condus de Alfred Rosenberg, dar în 1933-1934 principalul beneficiar local al sprijinului financiar din partea lui Rosenberg a fost rivalul lui Codreanu, Octavian Goga, căruia îi lipseau adepții în masă ai lui Codreanu și, prin urmare, era mai ușor de cumpărat. O altă problemă pentru naziști a fost îngrijorarea față de declarațiile lui Codreanu că România avea prea multe minorități pentru binele său, ceea ce a condus la temeri că Codreanu ar putea persecuta minoritatea volksdeutsch dacă va ajunge la putere. Deși limitate, conexiunile dintre NSDAP și Garda de Fier s-au adăugat la atracția pentru Legiune, deoarece Garda de Fier a fost asociată în mintea publicului cu societatea aparent dinamică și de succes a Germaniei naziste.
La 24 septembrie 1934, Codreanu a convocat „Consiliul de onoare al Legiunii” pentru a-l „judeca" pe ziaristul legionar și anticodrenist Mihai Stelescu pentru că acesta publicase în ziarul la care lucra un articol care-l critica pe Codreanu și că ar fi organizat un atentat la viața „Căpitanului”. Consiliul, respectiv Codreanu, l-a declarat pe Stelescu „vinovat de înaltă trădare față de Legiune și căpitan” și a decis excluderea lui Stelescu din mișcare cu precizarea „Acord lui Stelescu dreptul ca într-un viitor cât mai îndepărtat, care rămâne la aprecierea mea, să-și poată răscumpăra în fața aceluiași Consiliu de Onoare convocat de mine în acest scop, numai prin jertfă, onoarea pierdută și păcatul făptuit”. Dar Stelescu și-a continuat critica la adresa „Căpitanului”, pe care l-a făcut „laș, desfrânat și slab orator". În 1936, 
La ceva timp după începerea mandatului de premier al lui Gheorghe Tătărescu și a conducerii lui Ion Inculeț a Ministerului Afacerilor Interne, represiunea Legiunii a încetat, măsură care reflecta speranța lui Carol de a asigura o nouă perioadă de stabilitate. În 1936, în cadrul unui congres de tineret de la Târgu Mureș, Codreanu a fost de acord cu formarea unei trupe permanente a morții, care și-a arătat imediat obiectivele prin uciderea disidentului Mihai Stelescu de către un grup numit Decemviri (condus de Ion Caratănase), neutralizarea campaniei anti-legiune a Cruciadei Românismului și reducând la tăcere afirmațiile lui Stelescu că Zelea Codreanu a fost corupt din punct de vedere politic, incult, un plagiator și ipocrit în manifestarea sa publică de asceză. Stelescu a fost ucis de un grup de zece legionari, studenți la teologie, care a pătruns în spitalul în care era internat Stelescu pentru recuperare în urma unei operații de apendicită și l-au împușcat pe patul de spital cu 120 de gloanțe, după care i-au aplicat multiple lovituri în cap cu un topor, intonând imnuri legionare. Grupul de criminali trimis de „Căpitan” ca să-l „pedepsească" pe disident a primit porecla „Decemviri” („zece bărbați”), iar cei care „l-au pedepsit" pe I. G. Duca au fost numiți „Nicadori”. Făptașii s-au predat poliției și au fost omorâți la rândul lor, în 1938 (odată cu Codreanu).
Anul 1937 a fost marcat de moartea și înmormântările ostentative ale lui Ion Moța (pe atunci, vicepreședintele mișcării) și Vasile Marin, care luptaseră voluntar alături de Francisco Franco în războiul civil spaniol și fuseseră uciși în bătălia de la Majadahonda. Codreanu a publicat și eseul său autobiografic și ideologic Pentru legionarii mei.
În această perioadă Garda a ajuns să fie finanțată de Nicolae Malaxa (altfel cunoscut ca un colaborator proeminent al lui Carol), și a devenit interesată să se reformeze pentru a ajunge la un public și mai larg: Codreanu a creat o structură interioară meritocratică a gradelor, a înființat o gamă largă de întreprinderi filantropice, a exprimat din nou teme care au atras muncitorii industriali și a creat Corpul Muncitoresc Legionar, o Legiune ramură care grupa membrii clasei muncitoare. Regele Carol a întâmpinat dificultăți în a-și păstra domnia după ce s-a confruntat cu o scădere a atractivității partidelor mai tradiționale și, pe măsură ce mandatul lui Tătărescu se apropia de sfârșit, Carol a făcut o ofertă lui Codreanu, cerând conducerea Legiunii în schimbul unui guvern legionar; această ofertă a fost refuzată cu promptitudine.

### Partidul „Totul pentru Țară”

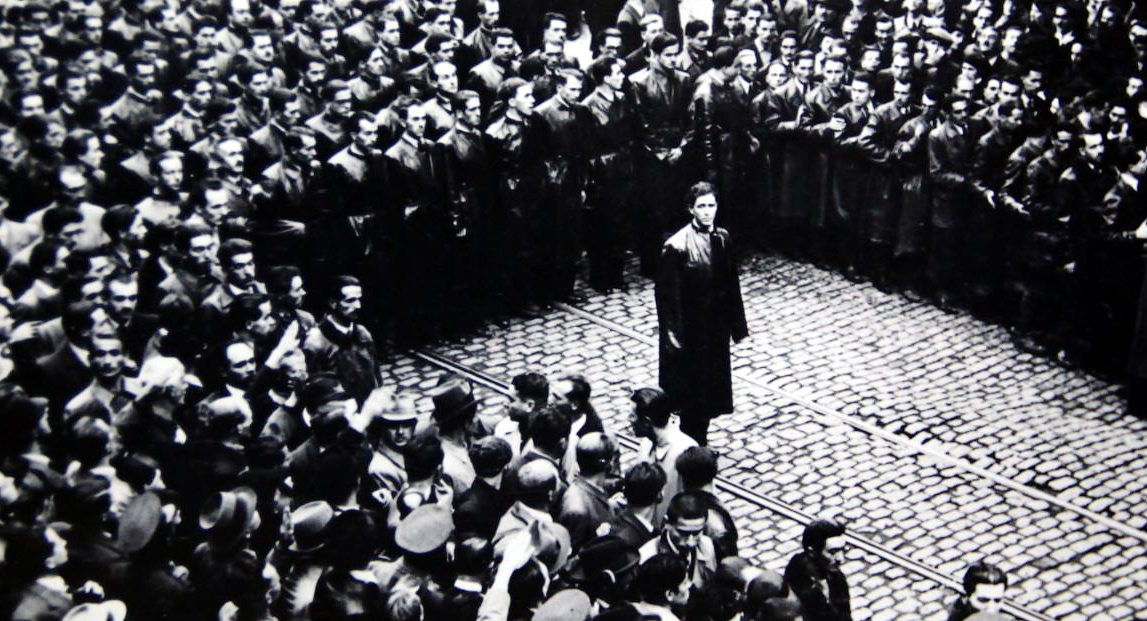
Corneliu Zelea Codreanu și membrii Gărzii de Fier în 1937

După interzicerea ulterioară a grupărilor paramilitare, Legiunea a fost transformată într-un partid politic, candidând la alegeri sub numele de Totul Pentru Țară. La scurt timp după aceea, Codreanu și-a declarat disprețul față de alianțele României din Europa de Est, în special Mica Înțelegere și Pactul Balcanic, și indicând că, la 48 de ore de la intrarea la putere a mișcării sale, țara va fi aliniată cu Germania nazistă și Italia fascistă. Se pare că o astfel de încredere a fost răsplătită atât de oficialii germani, cât și de ministrul italian de externe Galeazzo Ciano, iar acesta din urmă a văzut cabinetul lui Goga ca o tranziție la guvernarea Gărzii de Fier.

La alegerile din 1937, când a semnat un pact electoral cu Partidul Național Țărănesc cu scopul de a împiedica guvernul să facă uz de fraudă electorală, partidul Totul pentru Țară a primit 15,5% din voturi  (ocazional rotunjite la 16%). În ciuda faptului că nu a câștigat un loc suplimentar, mișcarea lui Codreanu era, la acea vreme, al treilea partid ca popularitate din România, singurul a cărui popularitate a crescut în perioada 1937–1938 și, de departe, cel mai popular grup fascist.

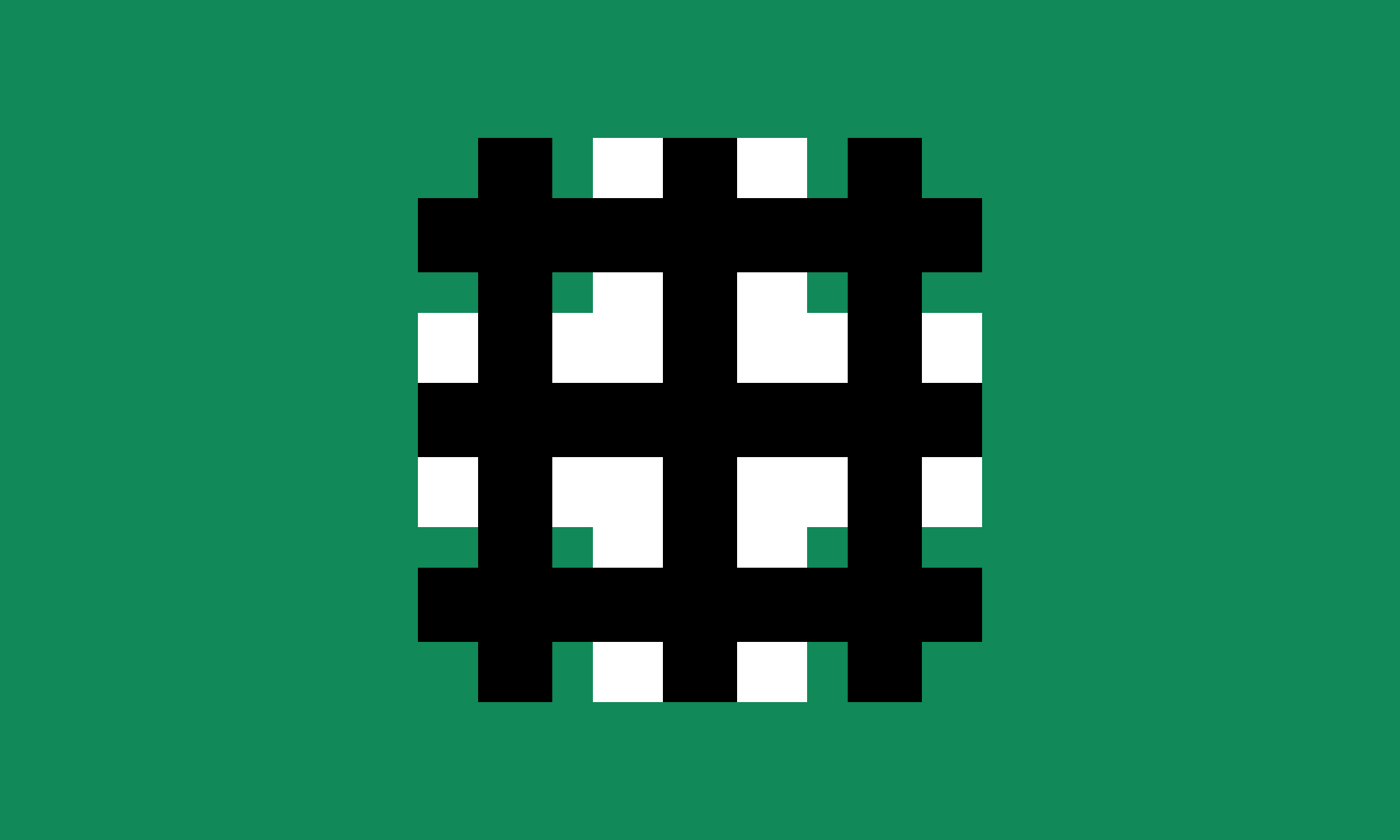
Steagul Partidului "Totul Pentru Țară"

Legiunea a fost exclusă din coalițiile politice de către regele nominal fascist Carol, care a preferat mișcările subordonate nou-formate și Liga Național-Creștină de Apărare reînviată. Cuza și-a creat guvernul antisemit împreună cu poetul Octavian Goga și Partidul Național Agrar. Codreanu și cei doi lideri nu s-au înțeles, iar Legiunea a început să concureze cu autoritățile adoptând corporatismul. În paralel, el și-a îndemnat adepții să înființeze afaceri private, pretinzând că urmează sfaturile lui Nicolae Iorga, după ce acesta din urmă a susținut că un comerț condus de români ar putea dovedi o soluție la ceea ce el considera „Chestiunea Evreiască”.
Noua alianță guvernamentală, unificată ca Partidul Național Creștin, și-a creat un corp paramilitar în cămașă albastră, care s-a împrumutat foarte mult de la Legiune — Lăncieri — și a inițiat o campanie oficială de persecuție a evreilor, încercând să recâștige interesul pe care publicul îl avea în Garda de Fier. După multe violențe, Codreanu a fost abordat de Goga și a acceptat ca partidul său să se retragă din campania electorală la alegerile programate din 1938, crezând că, în orice caz, regimul nu are o soluție viabilă și se va uza pe sine - în timp ce încerca să profita de autoritarismul regelui arătându-și disponibilitatea de a se integra în orice posibil sistem de partid unic.

### Neînțelegeri cu regele Carol și procesele din 1938
Planurile lui Codreanu au fost răsturnate de Carol, care l-a detronat pe Goga, introducând propria sa dictatură după încercările sale de a forma un guvern de uniune națională. Sistemul s-a bazat în schimb pe noua Constituție din 1938, pe sprijinul financiar primit de la marile afaceri și pe câștigarea mai multor politicieni mai mult sau mai puțin tradiționali, precum Nicolae Iorga și ministrul Afacerilor Interne Armand Călinescu (vezi și Frontul Renașterii Naționale). Interdicția asupra Gărzii a fost din nou aplicată cu strictețe, Călinescu ordonând închiderea tuturor locurilor publice despre care se știa că ar fi găzduit întâlniri ale Legiunii (inclusiv mai multe restaurante din București). Membrii mișcării au fost puși sub supraveghere atentă sau arestați în cazurile în care nu au respectat noua legislație, în timp ce funcționarii publici riscau arestul dacă erau prinși răspândind propagandă a Gărzii de Fier.
Presa oficială și semioficială a început să-l atace pe Codreanu. A fost astfel criticat virulent de revista Neamul Românesc, editată de Iorga. Când Carol a simțit că deține suficient control asupra situației, a ordonat o suprimare brutală a Gărzii de Fier și l-a arestat pe Codreanu sub acuzația de calomnie, pe baza unei scrisori trimise de Codreanu lui Iorga la 26 martie 1938, în care îl atacase pentru colaborarea cu Carol, numindu-l pe Iorga „necinstit sufletește”.  Este trimis în instanță pentru ultraj adus unui demnitar în exercițiul funcțiunii. Codreanu s-a referit la acuzația istoricului că de fapt comerțul legionar a finanțat rebeliunea și a susținut că această strategie provine din propriile argumente ale lui Iorga. Nicolae Iorga a răspuns depunând o plângere la Tribunalul Militar  și scriind lui Codreanu o scrisoare prin care îl sfătuia să „coboare în [propria] conștiință pentru a găsi remușcări” pentru „cantitatea de sânge vărsată peste el”.
După aflarea rechizitoriului, Codreanu și-a îndemnat adepții să nu ia nicio măsură dacă urmează să fie condamnat la mai puțin de șase luni de închisoare, subliniind că dorește să dea un exemplu de demnitate; cu toate acestea, a ordonat de asemenea unui grup de legionari să-l apere în cazul unui atac al autorităților. A fost arestat împreună cu alți 44 de membri marcanți ai mișcării, printre care Ion Zelea Codreanu, Gheorghe Clime, Alexandru Cristian Tell, Radu Gyr, Nae Ionescu, Șerban Milcoveanu și Mihail Polihroniade, în seara zilei de 16 aprilie. Reprimarea a coincis cu sărbătoarea ortodoxă a Duminicii Floriilor (când se știa că cei vizați se aflau în casele lor). După o scurtă ședere în Prefectura Poliției Române, Codreanu a fost trimis la închisoarea Jilava, în timp ce ceilalți prizonieri au fost trimiși la Mănăstirea Tismana (și ulterior în lagăre de concentrare precum cel de la Miercurea Ciuc). 
Codreanu a fost judecat pentru calomnie și condamnat la șase luni de închisoare, înainte ca autoritățile să-l pună sub acuzare pentru trădare, răzvrătire și pentru infracțiunile de organizare politică a studenților minori, emitere de ordine de incitare la violență, menținere a legăturilor cu organizații străine și organizare de practici de incendiu.  Dintre cei care au depus mărturie în favoarea sa la proces, cel mai cunoscut a fost generalul Ion Antonescu, care mai târziu avea să devină Conducător și Premier al României.
Cele două procese au fost marcate de nereguli, iar Codreanu i-a acuzat pe judecători și procurori că le-au desfășurat într-o manieră „bolșevică”, pentru că nu i s-a permis să vorbească în propria apărare. A cerut sfatul avocaților de seamă Istrate Micescu și Grigore Iunian, dar a fost refuzat de ambii și, în consecință, echipa sa de apărare a fost formată din activiști legionari cu puțină experiență. Aceștia au fost de mai multe ori împiedicați de autorități să își pregătească pledoariile. Condițiile închisorii sale au fost inițial dure: celula lui era umedă și rece, ceea ce i-a cauzat probleme de sănătate.

#### Pedeapsa cu închisoarea

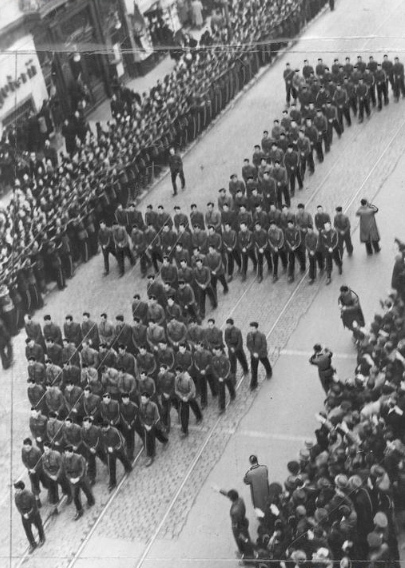
Înmormântarea din noiembrie 1940 a lui Codreanu și a celor 13 legionari (Nicadorii și Decemvirii) (uciși în 1938)

Codreanu a fost în cele din urmă condamnat la zece ani de muncă silnică în saline în luna mai 1938.  Potrivit istoricului Ilarion Țiu, procesul și verdictul au fost primite cu o apatie generală, iar singura fracțiune politică despre care se crede că a organizat un miting public în legătură cu aceasta a fost Partidul Comunist Român în afara legii, unii dintre ai cărui membri s-au adunat în fața tribunalului pentru a-și exprima sprijinul pentru condamnare. Mișcarea Legionară însăși a devenit dezorganizată, iar organele din provincie ale Legiunii au ajuns să exercite controlul asupra centrului, care fusese slăbit de arestări. Întrucât principalele ramuri ale stabilimentului politic au salutat vestea condamnării lui Codreanu, Garda de Fier a organizat un atac de răzbunare împotriva lui Virgil Madgearu, de la Partidul Național Țărănesc, care devenise cunoscut pentru că și-a exprimat opoziția față de extremismul mișcării (Madgearu a reușit să scape nevătămat de violență).
Codreanu a fost mutat de la Jilava la închisoarea Doftana, unde, în ciuda sentinței, nu a fost obligat să efectueze nicio formă de muncă fizică. Condițiile de detenție s-au îmbunătățit și i s-a permis să comunice regulat cu familia și subalternii lui. La acea vreme, el a respins orice posibilitate de evadare și a ordonat Legiunii să se abțină de la acte violente. A fost organizată și o echipă de conducere provizorie, formată din Ion Antoniu, Ion Belgae, Radu Mironovici, Iordache Nicoară și Horia Sima. Cu toate acestea, conducerea provizorie, împotriva dorinței lui Codreanu, a anunțat că acesta se descurcă prost în închisoare și a amenințat cu noi represalii, până la punctul în care personalul închisorii a sporit securitatea ca mijloc de prevenire a unei eventuale intrări prin efracție.
În toamnă, în urma expansiunii de succes a Germaniei naziste în Europa Centrală, care părea să ofere un impuls pentru Gardă, și, mai mult, contextul internațional oferit de Acordul de la München și de Primul dictat de la Viena, conducerea sa clandestină a devenit încrezătoare și a publicat manifeste care amenințau pe Regele Carol. Acei membri ai Gărzii de Fier care au scăpat de persecuție sau au fost omiși în primul rând au început o campanie violentă în toată România, menită să coincidă cu vizita lui Carol la Hitler în reședința din Berghof, ca o modalitate de a preveni abordarea tentativă dintre România și Germania nazistă. Încrezător că Hitler nu era hotărât să susțină Legiunea și iritat de incidente, Carol a ordonat decapitarea mișcării.

### Moartea
La 30 noiembrie, a fost anunțat că Codreanu, Nicadorii și Decemviri au fost împușcați după ce au încercat să fugă din arest în noaptea precedentă. Detaliile reale au fost dezvăluite mult mai târziu: cele paisprezece persoane fuseseră transportate din închisoarea lor și executate (sugrumate sau garotate și împușcate) de Jandarmeria din apropierea pădurii Tâncăbești (lângă București), iar trupurile lor fuseseră îngropate în curtea închisorii Jilava.  Corpurile lor au fost dizolvate în acid și plasate sub șapte tone de beton.
„Suprimarea „Căpitanului” și arestarea principalilor fruntași ai mișcării au dus la dezorganizarea Legiunii și la propulsarea la rangul întâi a unui mediocru complotist, Horia Sima” (Neagu Djuvara). Legiunea s-a scindat în două tabere inamice, „simiștii”, gruparea majoritară condusă de Horia Sima și „codreniștii”, conduși de Ion Zelea Codreanu (tatăl), care l-a acuzat pe Sima de a fi fost spion al lui Moruzov, delapidator (al fondurilor primite de la germani la Viena pentru a organiza o armată legionară/anti-sovietică), că „l-a turnat pe „Căpitan” și i-a trădat cauza", etc.
După instituirea Statului Național Legionar, cadavrele lui Corneliu Zelea Codreanu, Nicadorilor și Decemvirilor au fost deshumate din incinta închisorii Jilava și reînhumate în cadrul unei procesiuni impresionante desfășurată în București la data de 30 noiembrie 1940.

## Moștenirea

### Influența din timpul vieții și puterea legionară

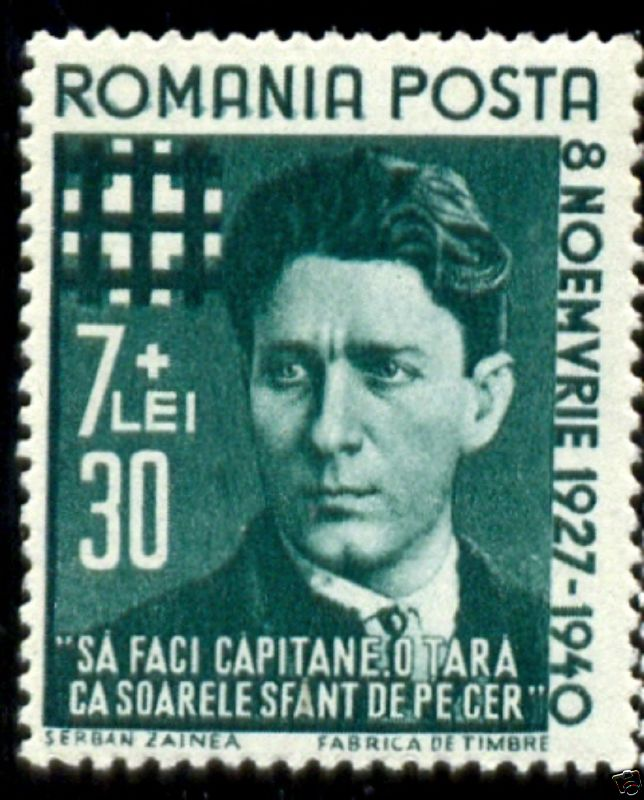
1940 Timbru emis de Statul Național Legionar reprezentându-l pe Codreanu. Legenda spune: „Să faci, Căpitane, o țară ca Soarele Sfânt de pe cer”, 1940

Potrivit lui Adrian Cioroianu, Codreanu a fost „cel mai de succes model politic și în același timp antipolitic al României interbelice”. Legiunea a fost descrisă de cercetătorul britanic Norman Davies drept „una dintre cele mai violente mișcări fasciste din Europa”. Stanley G. Payne a susținut că Garda de Fier a fost „probabil cea mai neobișnuită mișcare de masă a Europei interbelice” și a remarcat că o parte din aceasta se datorează faptului că Codreanu este „un fel de mistic religios”; Istoricul britanic James Mayall a văzut Legiunea drept „cea mai singulară dintre mișcările fasciste minore”.
Conducerii carismatice reprezentată de Codreanu i-au fost făcute comparații cu modele favorizate de alți lideri ai mișcărilor de extremă dreapta și fasciste, printre care Hitler și Benito Mussolini.  Payne și istoricul german Ernst Nolte au propus că, printre europenii de extremă dreapta, Codreanu se aseamănă cel mai mult cu Hitler în ceea ce privește fanatismul. În opinia lui Payne, totuși, el a fost practic de neegalat în a cere „autodistrugere” de la adepții săi. Garda de Fier mobiliza adepții în echipele paramilitare ale morții pentru a se angaja în violențe politice de stradă. Garda de Fier a numit aceste grupuri „Echipa Morții”. Mayall, care afirmă că Legiunea „a fost inspirată în mare măsură de național-socialism și fascism”, susține că viziunea lui Corneliu Zelea Codreanu despre „omul nou”, deși asemănătoare cu „omul nou” al doctrinelor naziste și italiene, se caracterizează printr-o concentrare asupra misticismului creștin ortodox român, într-un guvern clerical în stil fascist. Istoricul Renzo De Felice, care respinge ideea că nazismul și fascismul sunt legate, mai susține că, din cauza atacului legionar asupra „valorilor și instituțiilor burgheze”, pe care ideologia fascistă a vrut în schimb să le „purifice și să le perfecționeze”, Codreanu „nu a fost, strict vorbind, un fascist”. Istoricul spaniol Francisco Veiga a susținut că „fascizarea” a fost un proces experimentat de Gardă, acumulând trăsături peste o fibră naționalistă mai generică.
Potrivit jurnalistei americane R. G. Waldeck, care a fost prezent în România în anii 1940–1941, uciderea violentă a lui Codreanu nu a făcut decât să-i cimenteze popularitatea și să trezească interesul pentru cauza sa. Ea scria: „Pentru poporul român, Căpitanul a rămas un sfânt și un martir și apostolul unei Românii mai bune. Chiar și cei sceptici care nu erau de acord cu el în chestiuni politice au rămas totuși visători amintindu-și de Codreanu”. Istoriograful Lucian Boia notează că Zelea Codreanu, rivalul său Carol al II-lea și liderul militar Ion Antonescu au fost fiecare la rândul lor percepuți ca figuri „salvatoare” de publicul român și că, spre deosebire de alte asemenea exemple de oameni populari, toți propovăduiau autoritarismul. Cioroianu mai scrie că moartea lui Codreanu „fie paradoxal sau nu, ar spori carisma personajului și l-ar transforma direct într-o legendă”. Atitudini similare cu cele descrise de Waldeck erau relativ răspândite în rândul tinerilor români, mulți dintre ei ajungând să se alăture Gărzii de Fier din admirație pentru defunctul Codreanu pe când erau încă în gimnaziu sau liceu.

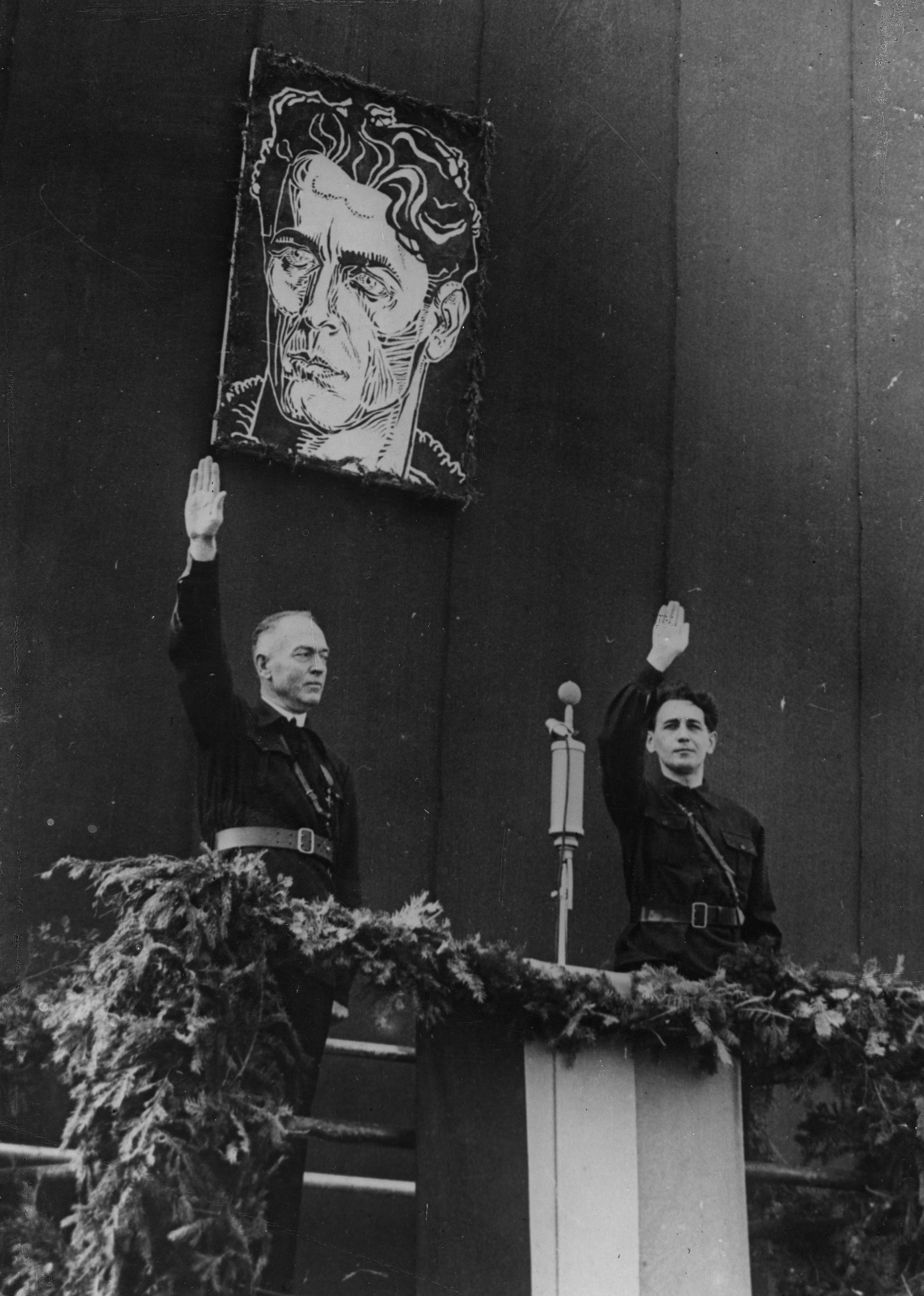
Conducătorul României Mareșalul Ion Antonescu și liderul Gărzii de Fier Horia Sima salută sub portretul fondatorului Gărzii Zelea Codreanu la o manifestație din 6 octombrie 1940

Sub conducerea lui Horia Sima, Garda de Fier a ajuns în cele din urmă la putere pentru o perioadă de cinci luni în perioada 1940–1941, proclamând Statul Național Legionar fascist și formând un parteneriat neliniștit cu Conducătorul Ion Antonescu. Acesta a fost rezultatul prăbușirii lui Carol, efectuată în urma celui de-al doilea dictat de la Viena, prin care România pierduse Transilvania de Nord în fața Ungariei. La 25 noiembrie 1940 a fost efectuată o anchetă în incinta Penitenciarului Jilava. Descoperirea rămășițelor lui Codreanu și a asociaților săi i-a determinat pe legionari să se angajeze în represalii împotriva deținuților politici ai noului regim, care erau apoi reținuți în aceeași închisoare. În noaptea următoare, șaizeci și patru de deținuți au fost împușcați, în timp ce pe 27 și 28 noiembrie au avut loc noi arestări și execuții rapide, cu victime proeminente precum Iorga și Virgil Madgearu (masacrul de la Jilava). Dezordinea generalizată rezultată a adus prima neînțelegere fățișă între Antonescu și Legiune. În timpul evenimentelor, Codreanu a fost exonerat postum de toate acuzațiile de către un tribunal legionar. Deshumarea sa a fost o ceremonie grandioasă, marcată de participarea noului aliat al României, Germania nazistă: avioanele Luftwaffe au aruncat coroane de flori pe mormântul deschis al lui Codreanu.
Soția lui Codreanu, Elena, s-a retras din ochii publicului după uciderea soțului ei, dar, după ce regimul comunist a luat stăpânire, a fost arestată și deportată în Bărăgan, unde s-a apropiat de femeile aviatoare din Escadrila Albă. De asemenea, s-a întâlnit și s-a căsătorit cu Barbu Praporgescu (fiul generalului David Praporgescu), mutându-se cu el la București după eliberarea lor. Văduvă pentru a doua oară, și-a petrecut ultimii ani alături de rudele ei în Moldova.

### Codreanu și discursul politic modern
Mișcarea a fost în cele din urmă răsturnată de la putere de Antonescu, ca o consecință a Rebeliunii Legionarilor. Evenimentele asociate mandatului lui Sima au dus la conflicte și lupte interioare în cadrul Legiunii și al succesorilor ei contemporani: mulți legionari „codreniști” pretindeau că se supun lui Codreanu și tatălui său Ion Zelea, dar nu și lui Sima, în timp ce, în același timp, facțiunea „simiștilor” susținea că a urmat îndrumarea și inspirația lui Codreanu în comiterea actelor violente.
Codreanu a avut o influență durabilă în Italia. Părerile și stilul său au fost atestate că l-au influențat pe controversatul filozof tradiționalist și teoretician rasial Julius Evola. Evola însuși s-a întâlnit cu Codreanu într-o singură ocazie și, în cuvintele prietenului său, scriitorul și istoricul Mircea Eliade, a rămas „uimit”. Se pare că vizita ar fi fost organizată de Eliade și filozoful Vasile Lovinescu, ambii simpatizanți ai Gărzii de Fier. Invitatul lor a scris mai târziu că fondatorul Gărzii de Fier a fost: „una dintre cele mai demne și mai bine orientate din punct de vedere spiritual pe care le-am întâlnit vreodată în mișcările naționaliste ale vremii”. Potrivit lui De Felice, Codreanu a devenit și un punct de referință principal pentru grupurile neofasciste italiene, alături de Evola și ideologii nazismului. El susține că acest fenomen, care tinde să umbrească referirile la fascismul italian însuși, se datorează eșecurilor lui Mussolini în înființarea „unui adevărat stat fascist” și nevoii ulterioare de a găsi alte modele de urmat. Discipolul lui Evola și proeminentul activist neofascist Franco Freda a publicat câteva dintre eseurile lui Codreanu la Edizioni di Ar,  în timp ce urmașul lor Claudio Mutti a fost remarcat pentru retorica sa pro-legionară.
În paralel, Codreanu este văzut ca un erou de către reprezentanții mișcării neo-naziste neconformiste cunoscute sub numele de Strasserism, și în special de către mișcarea Strasseristă International Third Position (ITP) cu sediul în Marea Britanie, care folosește ca motto una dintre declarațiile lui Codreanu. Activitățile lui Codreanu și interpretarea mistică a politicii au fost probabil o inspirație pentru politicianul rus Alexander Barkașov, fondatorul Unității Naționale Ruse de extremă dreaptă.
După ce Revoluția Română a răsturnat regimul comunist, diferite grupuri extremiste au început să pretindă că reprezintă moștenirea lui Codreanu. Se pare că una dintre primele a fost Mișcarea pentru România, de scurtă durată, fondată de liderul studențesc Marian Munteanu. A fost urmată în scurt timp de filiala românească a ITP și ziarul de propagandă al acesteia din Timișoara, jurnalul Gazeta de Vest, precum și de alte grupuri care pretind că reprezintă moștenirea legionară.  Printre acestea din urmă se numără Noua Dreaptă, care îl înfățișează pe Codreanu ca o figură spirituală, adesea cu atribute echivalente cu cele ale unui sfânt ortodox român. În fiecare an, în jurul datei de 30 noiembrie, se știe că aceste grupuri diverse se reunesc la Tâncăbești, unde organizează festivități pentru comemorarea morții lui Codreanu.  
La începutul anilor 2000, Gigi Becali, un om de afaceri român, proprietar al clubului de fotbal Steaua București și lider al Partidului de dreapta Noua Generație, a declarat că îl admira pe Codreanu și a făcut încercări de a valorifica simbolurile și retorica legionare, precum adoptarea unui slogan inventat inițial de Garda de Fier: „Îi jur lui Dumnezeu că voi face România în asemănarea Sfântului Soare pe cer”.  Declarația, folosită de Becali în campania prezidențială din 2004, avea inspirația din cântecele legionare și a fost găsită într-un omagiu mult mediatizat trimis de Ion Moța Căpitanului său în 1937; se mai spune că ar fi fost folosit de însuși Codreanu.  Ca urmare, s-a susținut că Becali a încălcat ordonanța guvernamentală din 2002 care interzicea folosirea discursului fascist. Biroul Electoral Central a respins însă plângerile împotriva lui Becali, hotărând că sloganul nu este „identic” cu cel legionar. În aceeași perioadă, Becali, vorbind în direct în fața camerelor televiziunii Oglinda (OTV), a cerut ca Zelea Codreanu să fie canonizat. Postul a fost amendat cu 50 de milioane de lei de către Consiliul Național al Audiovizualului (în jur de 1.223 dolari americani în 2004).
Într-un sondaj al publicului român realizat de Televiziunea Română în 2006, Codreanu a fost votat pe locul 22 între cei mai mari 100 de români, intercalându-se între fotbalistul stelist Mirel Rădoi (pe locul 21) și politicianul democrat interbelic Nicolae Titulescu (pe locul 23).
În politica românească modernă, moștenirea lui Codreanu a atras laude din partea membrilor partidului naționalist Alianța pentru Unirea Românilor.